# ابن رشد
أبو الوليد محمَّد بن أحمد بن محمَّد بن أحمد بن أحمد بن رُشْد الأندلسي المعروف بابن رُشْد الحَفِيد (520 هـ- 595 هـ)، (مواليد 14 إبريل 1126م، قرطبة - توفي 10 ديسمبر 1198م، مراكش) فيلسوف أندلسي مسلم. درس الفقه، والأصول، والطب، والرياضيات، والفلك والفلسفة، وبرع في علم الخلاف، مارس الطب وتولى قضاء قرطبة وفي عام 578هـ/ 1182م. عرفه الأوروبيون معرفة واسعة وأطلقوا عليه اسم (باللاتينية: Averroes)، نشأ في أسرة من أكثر الأسر وجاهة في الأندلس والتي عرفت بالمذهب المالكي، حفظ موطأ الإمام مالك، وديوان المتنبي. ودرس الفقه على المذهب المالكي والعقيدة على المذهب الأشعري. يعد ابن رشد من أهم فلاسفة الإسلام. دافع عن الفلسفة وصحح للعلماء وفلاسفة سابقين له كابن سينا والفارابي فهم بعض نظريات أفلاطون وأرسطو. قدمه ابن طفيل لأبي يعقوب خليفة الموحدين فعينه طبيباً له ثم قاضياً في قرطبة.
تولّى ابن رشد منصب القضاء في إشبيلية، وأقبل على تفسير آثار أرسطو، تلبية لرغبة الخليفة الموحدي أبي يعقوب يوسف، تعرض ابن رشد في آخر حياته لمحنة حيث أبعده أبو يوسف يعقوب إلى مراكش وتوفي فيها (1198 م)

## مسيرته
نشأ ابن رشد في كنف بيت من بيوت العلم لأسرة أندلسية تنحدر من سرقسطة من الثغر الأعلى بالأندلس، والده هو أبو القاسم أحمد بن أبي الوليد، كان فقيها له مجلس يدرس فيه في جامع قرطبة، وله تفسير للقرآن في أسفار، وشرحٌ على سنن النسائي وتولى القضاء في قرطبة عام 532 هـ، بينما كان ابنه ابن رشد آنذاك في الثانية عشرة من عمره. فترك أبو القاسم القضاء لينقطع إلى التدريس والتأليف، في الفقه والتفسير والحديث، إلى أن توفي سنة 563 هـ عندما كان ابنه في أوج نشاطه الفلسفي. فعايش ابن رشد الحفيد في شبابه أواخر العصر المرابطي، وتميز ذلك العصر بسلطة الفقهاء على الفكر والثقافة والمجتمع والسياسة. لم يدرك ابن رشد الحفيد ابن رشد الفقيه الجد، الذي كان من أعيان المالكية وقاضي الجماعة وإمام الجامع الأعظم بقرطبة، وواحدا من كبار مستشاري أمراء الدولة المرابطية.
درس ابن رشد الفقه على يدي الفقيه الحافظ أبي محمد بن رزق، واستظهر كتاب الموطأ حفظا للأمام مالك على يدي أبيه الفقيه أبي القاسم، ودرس، أيضا، على أيدي الفقيه أبي مروان عبد الملك بن مسرة، والفقيه ابن بشكوال وأبي بكر بن سمحون، وأبي جعفر بن عبد العزيز، الذي أجاز له أن يفتي في الفقه مع الفقيه أبي عبد الله المازري. كما درس على يد أبي جعفر هارون، وأبي مروان بن جبرول من بلنسية، وكان أقرب من أبي بكر بن زاهر (أحد أبناء ابن زهر)، وفي الفلسفة تأثر بابن باجة، كما كان صديقا لابن طفيل.

### خدمته في البلاط
تولى القضاء عام 1169م في إشبيلية ثم في قرطبة. وحين استقال ابن طفيل من طبابة الخليفة اقترح اسم ابن رشد ليخلفه في منصبه، فاستدعاه الخليفة الموحدي أبو يعقوب يوسف إلى مراكش سنة 578هـ وجعله طبيبه الخاص، وقربه منه وقضى في مراكش زهاء عشر سنوات. وكان الخليفة أبو يعقوب يستعين بابن رشد إذا احتاج الأمر للقيام بمهام رسمية عديدة، ولأجلها طاف في رحلات متتابعة في مختلف أصقاع المغرب؛ فتنقَّل بين مراكش وإشبيلية وقرطبة، ثم ولاَّه منصب قاضي الجماعة في قرطبة ثم في إشبيلية، فلما مات أبو يعقوب يوسف وخلفه ابنه المنصور الموحدي زادت مكانة ابن رشد في عهده ورفعة وقرَّبه إليه. كان ابن رشد عضوا ضمن هيئة من هيئات الحكم الموحدي التي كان لها مهام كثيرة على رأسها مهام التكوين العلمي وتشكيل النظام العقائدي للدولة.
ولكن كاد له بعض المقرَّبين من الأمير، فأمر الأمير بنفيه وتلامذته إلى قرية اليسانة التي كان أغلب سكانها من اليهود، وأحرق كتبه، وأصدر منشورًا إلى المسلمين كافَّة ينهاهم عن قراءة كتب الفلسفة، أو التفكير في الاهتمام بها، وهَدَّد مَنْ يُخَالِف أمره بالعقوبة. وبقي بتلك القرية لمدة سنتين، وبعد تأكد السلطان من بطلان التهمة السياسية التي كانت وراء تلك النكبة عفا عنه واستدعاه من جديد إلى مراكش وأكرم مثواه كأحد كبار رجال الدولة. ثم إن السلطان نفسه أخذ في دراسة الفلسفة والاهتمام بها أكثر من ذي قبل. ولكن الفيلسوف لم يهنأ بهذا العفو فأصيب بمرض لم يمهله سوى سنة واحدة مكث بها بمراكش حيث توفي سنة 595هـ/ 1198م. وقد دفن بها، قبل أن تنقل رفاته في وقت لاحق إلى مسقط رأسه قرطبة.
ونرى الباحثة الإسبانية ماريبيل فييرو من معهد دراسة الإسلام ومجتمعات العالم الإسلامي أن نكبة ابن رشد، لا ينبغى أن ينظلر إليها من منظور التضييق على الفلسفة، بل ينبغي أن ينظر إليها باعتبارها نتيجة من نتائج التوتر الداخلي في حكم الموحدي 

## فكره

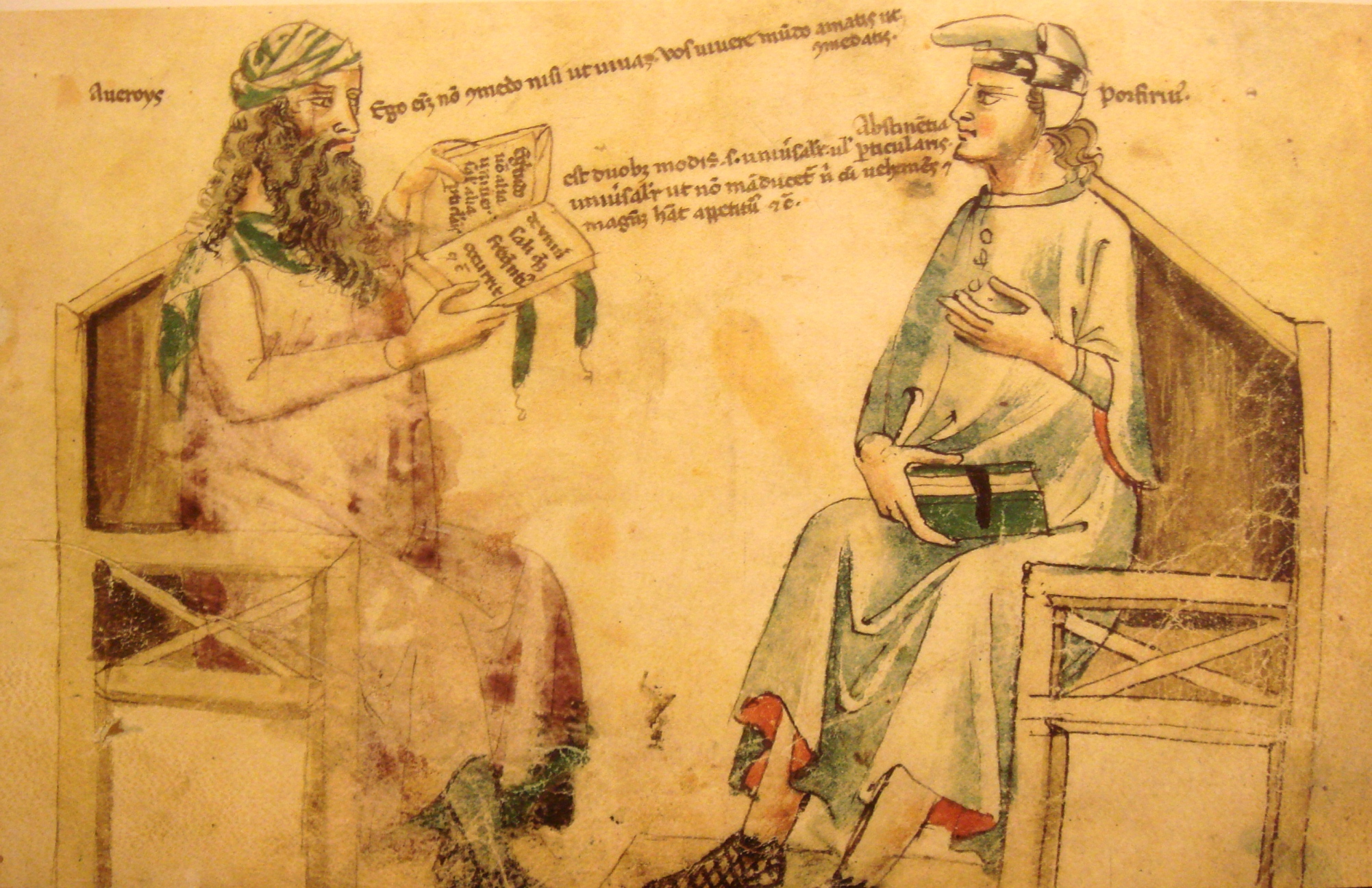
مناظرة وهمية بين ابن رشد وفرفوريوس الصوري، القرن الرابع عشر.

يرى ابن رشد أن لا تعارض بين الدين الإسلامي والفلسفة، ولكن هناك بالتأكيد طرقاً أخرى يمكن من خلالها الوصول لنفس الحقيقة المنشودة. ويقول بأن الروح منقسمة إلى قسمين اثنين: القسم الأول شخصي يتعلق بالشخص والقسم الثاني فيه من الإلهية ما فيه. وبما أن الروح الشخصية قابلة للفناء، فإن كل الناس على مستوى واحد يتقاسمون هذه الروح وروح إلهية مشابهة. ويدعي ابن رشد أن لديه نوعين من معرفة الحقيقة، الأول معرفة الحقيقة استناداً على الدين المعتمد على العقيدة وبالتالي لا يمكن إخضاعها للتمحيص والتدقيق والفهم الشامل، والمعرفة الثانية للحقيقة هي الفلسفة، والتي ذَكر بأن عدداً من النخبويين الذين يحظون بملكاتٍ فكريةٍ عاليةٍ توعدوا بحفظها وإجراء دراساتٍ جديدةٍ فلسفية.

### علم الفلك
كان ابن رشد مغرماً بعلوم الفلك منذ صغره، فكان يلاحظ الفلكيين حوله يتكاتفون لمعرفة بعض أسرار هذه السماء في وقت الظلام، وحين بلغ الخامسة والعشرين من عمره بدأ ابن رشد يتفحص سماء المغرب من مدينته مراكش والتي من خلالها قدم للعالم اكتشافات وملاحظات فلكية جديدة، واكتشف نجماً لم يكتشفه الفلكيون الأوائل.
وكان ابن رشد يتمتع بملكة عقلية باهرة، فكان يناقش نظريات بطليموس بل إنه نبذها من أصلها وأبدلها بنماذج جديدة تعطي تفسيرات أفضل لحقيقة الكون، وقدم للعالم تفسيراً جديداً لنظرية رشدية جديدة سميت «اتحاد الكون النموذجي». ومن بعض انتقاداته لنظريات بطليموس حول حركة الكواكب أن قال:
«"من التناقض للطبيعة أن نحاول تأكيد وجود المجالات الغريبة والمجالات التدويرية، فعلم الفلك في عصرنا لا يقدم حقائق ولكنه يتفق مع حسابات لا تنطبق مع ما هو موجود في الحقيقة".».
ثم انطلق يقدم الانتقادات الحصيفة حيال بعض الفرضيات التي قدمها الفلكيون في عصره. ثم قام بالمشاركة بوصف القمر بغير الواضح والغامض، وقال بأنه يحمل طبقات سميكة وأخرى أقل سماكة وتجتذب الطبقات السميكة نور الشمس أكثر من الطبقات الأقل سمكاً. وقدم للعالم وللغرب أول التفسيرات البدائية والقريبة علمياً لأشكال البقع الشمسية.

### الأخلاق
انطلق ابن رشد في آرائه الأخلاقية من مذهبَي أرسطو وأفلاطون، فقد اتفق مع أفلاطون أن الفضائل الأساسية الأربع هي (الحكمة والعفة والشجاعة والعدالة)، لكنه اختلف عنه بتأكيده أن فضيلتي العفة والعدالة عامتان لكافة أجزاء الدولة (الحكماء والحراس والصناع)، وهذه الفضائل كلها توجد من أجل السعادة النظرية، التي هي المعرفة العلمية الفلسفية، المقصورة على «الخاصة». وقد قَصَرَ الخلود على عقل البشرية الجمعي الذي يغتني ويتطور من جيل إلى آخر. وقد كان لهذا القول الأخير دورٌ كبير في تطور الفكر المتحرِّر في أوروبا في العصرين الوسيط والحديث. وأكد ابن رشد على أن الفضيلة لا تتم إلا في المجتمع، وشدَّد على دور التربية الخلقية، وقد بسط ابن رشد أهم آرائه الأخلاقية من خلال شروحه على الأخلاق إلى نيقوماخوس لأرسطو وجوامع السياسة لأفلاطون.
وأناط بالمرأة دورًا حاسمًا في رسم ملامح الأجيال القادمة، فألحَّ على ضرورة إصلاح دورها الاجتماعي في إنجاب الأطفال والخدمة المنزلية. وقد قال بعض الباحثين": «"لقد تساءل الفيلسوف ابن رشد في القرن الثاني عشر الميلادي وهو يعاين انطفاء آخر أنوار الحضارة العربية التي سمت في الشرق الأوسط وأسبانيا إلى ذرى شاهقة عما إذا لم يكن هذا الانحطاط يرجع جزئياً على الأقل إلى الوضع الذي حبست فيه المرأة، وإلى انتباذها خارج الحياة الاجتماعية.".» 

### الفيزياء

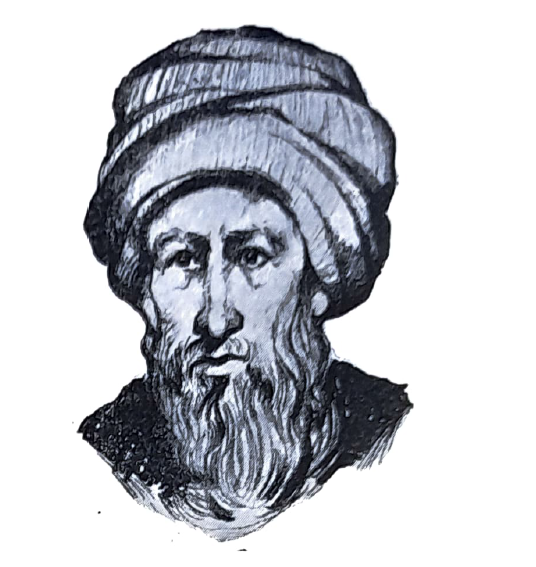
رسمٌ تخيُّلي لِأبو الوليد مُحمَّد بن رُشد.

ولم يتبع ابن رشد الأسلوب الاستقرائي في الفيزياء، والذي طوره البيروني في ظل العالم الإسلامي، بل كانت طريقته أقرب إلى الفيزياء الحديثة منه إلى طريقة البيروني. بل كان كما وصفه مؤرخ العلوم، روث جلاسنر، عالمًا مفسرًا استحدث عدة فرضيات جديدة عن الطبيعة عن طريق مناقشة الكتابات القديمة، ولا سيما تلك التي ألفها أرسطو. ونظرًا إلى منهجه وأسلوبه، فقد صوره الكثيرون على أنه مجرد تابع ممتثل لأرسطو وليس مبتكرًا أو مجددًا، ولكن يرى جلاسنر أن أعمال ابن رشد كانت مهدًا لنظريات وأفكار مبتكرة في الفيزياء، ولا سيما شرحه لنظرية أرسطو المعروفة بـ «الطبيعة الصغرى» (minima naturalia) وكذلك نظرية المواضع المتتالية (forma fluens) لوصف الحركة، واللتان تبناهما العالم الغربي وصارت لهما أهمية كبيرة في تطور الفيزياء ككل. وكذلك صاغ ابن رشد تعريفًا للقوة على أنها «معدل بذل الشغل الذي يؤثر في حركة الجسم المادي» - وهو تعريف مقارب لمفهوم القدرة في سياق الفيزياء الحديثة.

### علم النفس
واستفاض ابن رشد في شرح أفكاره عن علم النفس من خلال تعليقاته الثلاثة التي عقب فيها عن محاضرة أرسطو بعنوان «عن الروح». فقد أبدى اهتمامًا كبيرًا بتفسير ذكاء الإنسان مستخدمًا الأساليب الفلسفية ومستندًا على تفسير أفكار أرسطو. وقد تبدلت مواقفه بصدد هذا الموضوع طوال فترة عمله مع تطور أفكاره. وفي تعليقه القصير، أول أعماله الثلاثة، تتبع ابن رشد نظرية ابن باغة التي تزعم بوجود «عقل مادي» يختزن صورًا معينة عن جميع الأشياء والمفاهيم التي يصادفها الإنسان. ويسخر «العقل الفعال» تلك الصور في تأسيس المعرفة الكلية عن هذا المفهوم. وفي تعليقه الأوسط، انتقل ابن رشد في نقاشه إلى أفكار الفارابي وابن سينا، قائلًا أن العقل الفعال هو ما يمنح البشر قدرة الفهم بصفة عامة، والتي تعرف بالعقل المادي. ومتى تصادف الإنسان في تجاربه الشخصية بمفهوم معين لفترة كافية، تنشط تلك القدرة، وتمنح صاحبها المعرفة الكلية عن هذا المفهوم (وهي فكرة مشابهة تمامًا لمفهوم الاستقراء في المنطق).
وفي تعليقه الأخير (وهو أطولهم وأكثرهم إسهابًا) اقترح هو الآخر نظرية أخرى عرفت باسم نظرية «وحدة الفكر». واقترح فيها بوجود عقل مادي واحد فقط، وهو لدى جميع البشر بصفة متطابقة، منفصلًا عن أجسادهم البشرية.  وحتى يتمكن ابن رشد من تفسير أفكار الأفراد المختلفة، لجأ إلى استخدام مفهوم جديد سماه «الفكر» (باللاتينية cogitatio)، وهو عملية تتحقق بداخل أمخاخ البشر تشتمل لا على السعي إلى المعرفة الكلية، بل على «التدبر الفعال في الأشياء المعينة التي يصادفها الإنسان». تصور ابن رشد أن الذكاء قوة إنسانية غير متمايزة وخالدة. لكن من خلال الخيال، تغتني تجربة الفرد وتتفرد فيه قوة العقل، وتصبح داخلية.
لاحقًا صارت تلك النظرية محل جدل حينما دخلت أول مرة أوروبا المسيحية؛ ففي عام 1229، كتب توما الأكويني نقدًا مفصلًا للنظرية بعنوان «عن وحدة العقل: دعوى ضد الرشديين».

### علم الدماغ
انطلاقا من ملاحظات من تشريح الدماغ، قدم ابن رشد مهمة لكل جزء من الدماغ ، اعتبر أن الروح توجد في الأعضاء المجوفة للدماغ. وأن الخيال يقع في البطين الأمامي للدماغ، و أن التأمل (الفكر) يقع في البطين الأوسط للدماغ، وتقع كليات الذاكرة والاحتفاظ في الجزء الخلفي من الدماغ, وهذه الخاصيات موجودة بالنسبة له فقط في الإنسان.

## مؤلفاته

كتابه الشهير بداية المجتهد ونهاية المقتصد

له مؤلفات عدة في أربعة أقسام: شروح ومصنفات فلسفية وعملية، شروح ومصنفات طبية، كتب فقهية وكلامية، كتب أدبية ولغوية، لكنه اختص بشرح كل التراث الأرسطي. وقد أحصى جمال الدين العلوي 108 مؤلفاً لابن رشد، وصلنا منها 58 مؤلفاً بنصها العربي.
كما يصنف محمد عابد الجابري  مؤلفات ابن رشد في سبعة أصناف: 1) مؤلفات علمية تشتمل على اجتهادات في مجالات مختلفة كالفقه في كتاب بداية المجتهد ونهاية المقتصد والطب في كتاب الكليات في الطب، 2) الردود النقدية كرده على الغزالي في كتب الضميمة وفصل المقال وتهافت التهافت ورده على الأشاعرة في كتاب الكشف عن مناهج الأدلة 3) المختصرات التي يدلي فيها ابن رشد بآراء اجتهادية ويعرض فيها ما يعتبره الضروري في الموضوع الذي يتناوله ككتاب الضروري في أصول الفقه أو مختصر المستصفى وكتاب الضروري في النحو
من شروحاته وتلاخيصه لأرسطو:

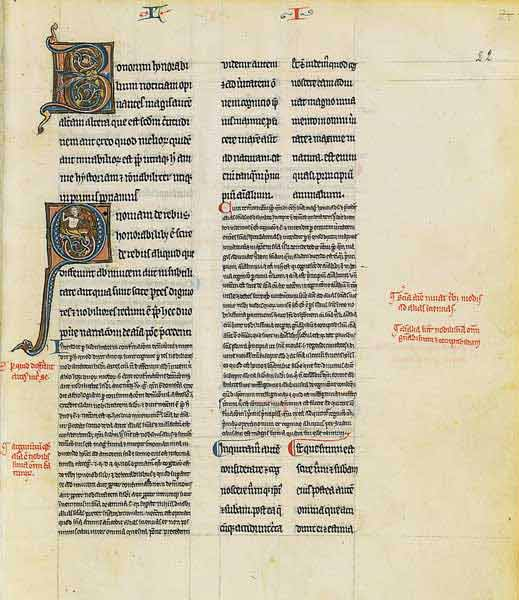
شروح ابن رشد لكتاب أرسطو «عن الروح»، مخطوطة فرنسية، الربع الثالث من القرن الثالث عشر الميلادي.

- تلخيص وشرح كتاب ما بعد الطبيعة[38] (الميتافيزياء).
- تلخيص وشرح كتاب البرهان أو الأورغانون.
- تلخيص كتاب المقولات[39] (قاطيفورياس).
- شرح كتاب النفس
- شرح كتاب القياس.[40]

وله مقالات كثيرة ومنها:
- مقالة في العقل.
- مقالة في القياس.
- مقالة في اتصال العقل المفارق بالإنسان.
- مقالة في حركة الفلك.
- مقالة في القياس الشرطي.

وله كتب كثيرة وأشهرها:
- كتاب بداية المجتهد ونهاية المقتصد في الفقه.
- كتاب مناهج الأدلة، وهو من المصنفات الفقهية والكلامية في الأصول.
- كتاب فصل المقال فيما بين الحكمة والشريعة من الاتصال، وهو من المصنفات الفقهية والكلامية. وقد أكد فيه ابن رشد على أهمية التفكير التحليلي كشرط أساسي لتفسير القرآن الكريم، وذلك على النقيض من اللاهوت الأشعري التقليدي، حيث كان يتم التركيز بدرجة أقل على التفكير التحليلي وبدرجة أكثر على المعرفة الواسعة من مصادر أخرى غير القرآن على سبيل المثال الحديث الشريف.[41]
- كتاب تهافت التهافت الذي كان رد ابن رشد على الغزالي في كتابه تهافت الفلاسفة.
- كتاب الكليات.
- كتاب «الحيوان».
- كتاب «المسائل» في الحكمة.
- كتاب «جوامع كتب أرسطاطاليس» في الطبيعيات والإلهيات.
- كتاب «شرح أرجوزة ابن سينا» في الطب.
- كتاب الضروري في السياسة.

## فكر ابن رشد عند المسلمين والغرب
أثنى بعض العلماء عليه كما جاء عند الذهبي عن ابن أبي أصيبعة من قوله: كان أوحد في الفقه والخلاف، وبرع في الطب، وقول الذهبي نفسه: «وكان يُفزع إلى فتياه في الطب، كما يُفزع إلى فتياه في الفقه، مع وفور العربية، وقيل: كان يحفظ ديوان أبي تمام والمتنبي.

### مكانته لدى الغرب

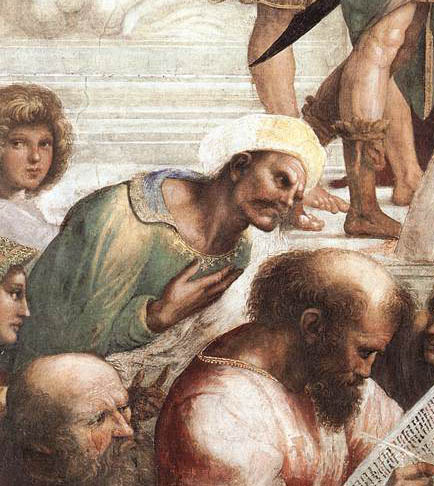
ابن رشد، جزء من إفرسك لوحة مدرسة أثينا، الفنان رافاييل، 1509 م، غرفة التوقيعات، قصر بونتفيتشي، الفاتيكان، روما، إيطاليا.

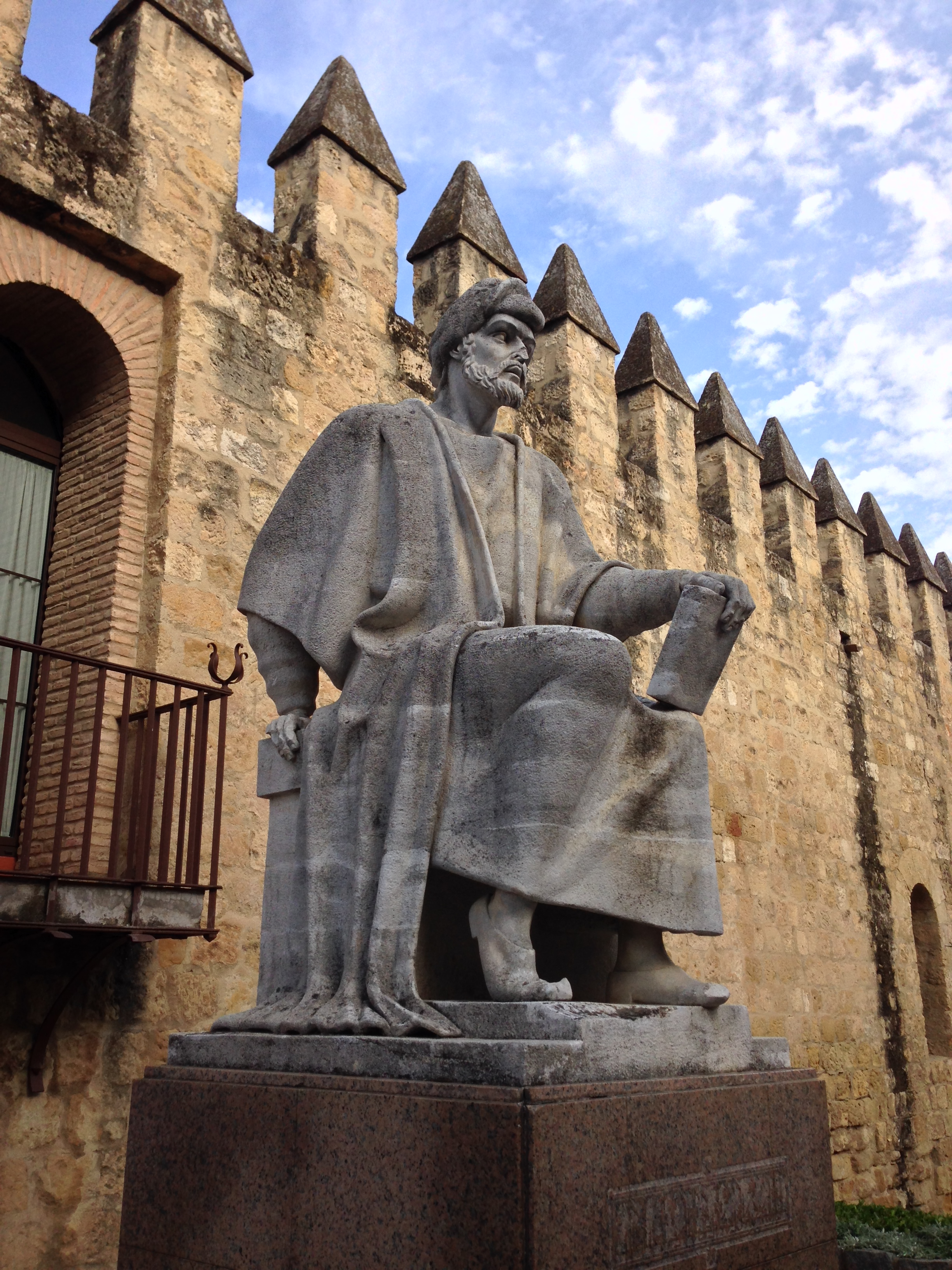
تمثال لـ ابن رشد في قرطبة، إسبانيا.

عُرٍف ابن رشد في الغرب بتعليقاته وشروحه لفلسفة وكتابات أرسطو والتي لم تكن متاحة لأوروبا اللاتينية في العصور الوسطى المبكرة، فقبل عام 1100 م كان عدد قليل من كتب أرسطو في المنطق تم ترجمته إلى اللغة اللاتينية على يد الفيلسوف المسيحي بوتيوس (بالإنجليزية: Boethius)، مع أن أعمال أرسطو الكاملة كانت معروفةً في بيزنطة. ثم بعدما انتشرت الترجمات اللاتينية للأعمال الأرسطية الأخرى من اليونانية والعربية في القرنين الثاني عشر والثالث عشر الميلاديين أضحى أرسطو أكثر تأثيراً على الفلسفة الأوروبية في العصور الوسطى. وقد ساهمت شروح ابن رشد في ازدياد تأثير أرسطو في الغرب القروسطي. في أوروبا القروسطية أثرت مدرسة ابن رشد المعروفة بالرشدية في الفلسفة تأثيراً قوياً على الفلاسفة المسيحيين أمثال توما الأكويني، واليهود أمثال موسى بن ميمون وجرسونيدس. وعلى الرغم من ردود الفعل السلبية من رجال الدين اليهود والمسيحيين إلا أن كتابات ابن رشد كانت تدرس في جامعة باريس وجامعات العصور الوسطى الأخرى، وظلت المدرسة الرشدية الفكر المهيمن في أوروبا الغربية حتى القرن السادس عشر الميلادي. وقد قدم في كتاب "فصل المقال فيما بين الحكمة والشريعة من الاتصال" مسوّغاً للتحرر من العلم والفلسفة من اللاهوت الأشعري، وبالتالي عدّ بعضهم الرشدية تمهيداً للعلمانية الحديثة.
وقد كتب جورج سارتون أبو تاريخ العلوم ما يلي:
«"ترجع عظمة ابن رشد إلى الضجة الهائلة التي أحدثها في عقول الرجال لعدة قرون. وقد يصل تاريخ الرشدية إلى نهاية القرن السادس عشر الميلادي، وهي فترة من أربعة قرونٍ تستحق أن يطلق عليها العصور الوسطى حيث إنها كانت تعد بمثابة مرحلةٍ انتقاليةٍ حقيقيةٍ بين الأساليب القديمة والحديثة."»
" "
وقد عكف ابن رشد على شرح أعمال أرسطو ثلاثة عقود تقريباً، وكتب تعليقاتٍ على جلَّ فلسفاته ماعدا كتاب السياسة الذي لم يك متاحاً له، وكانت أعمال ابن رشد الفلسفية أقل تأثيراً على العالم الإسلامي في العصور الوسطى منها على العالم المسيحي اللاتيني وقتها، كما يدل على ذلك حقيقة أن الأصل العربي لكثيرٍ من أعماله لم يعش، بينما ظلت الترجمات اللاتينية والعبرية موجودة. ومع ذلك فإن أعماله وعلى وجه التحديد موضوعات الفقه الإسلامي والتي لم تترجم إلى اللاتينية أثرت بالطبع في العالم الإسلامي بدلاً من الغرب. وقد تزامنت وفاته مع وجود تغيير في ثقافة الأندلس.
والترجمات العبرية لأعماله كان لها تأثيرٌ لاينسى على الفلسفة اليهودية، خاصةً الفيلسوف اليهودي جرسونيدس (بالإنجليزية: Gersonides) الذي كتب شروحاً فرعيةً على العديد من أعمال ابن رشد.
وفي العالم المسيحي استوعب فلسفته سيجر البرابانتي (بالإنجليزية: Siger of Brabant) وتوما الأكويني وغيرهم (وخصوصاً في جامعة باريس) من المجالس المسيحية التي قدرت المنطق الأرسطي.
وبلغ ابن رشدٍ عند بعض الفلاسفة مثل توما الأكويني من الأهمية مكانةً لدرجة أنهم لم يكونوا يشيرون له باسمه بل بـ«المعلق» أو «الشارح»، فيما يطلقون على أرسطو «الفيلسوف». وتأثراً بفلسفات ابن رشد أسس الفيلسوف الإيطالي بيترو بمبوناتسي (بالإنجليزية: Pietro Pomponazzi) مدرسةً عرفت باسم «المدرسة الأرسطية الرشدية».
أما عن علاقته بأفلاطون فقد لعبت رسالة ابن رشد وشرحه لكتاب أفلاطون «الجمهورية» دوراً رئيساً في نقل وتبني التراث الأفلاطوني في الغرب، وكان المصدر الرئيس للفلسفة السياسية في العصور الوسطى.

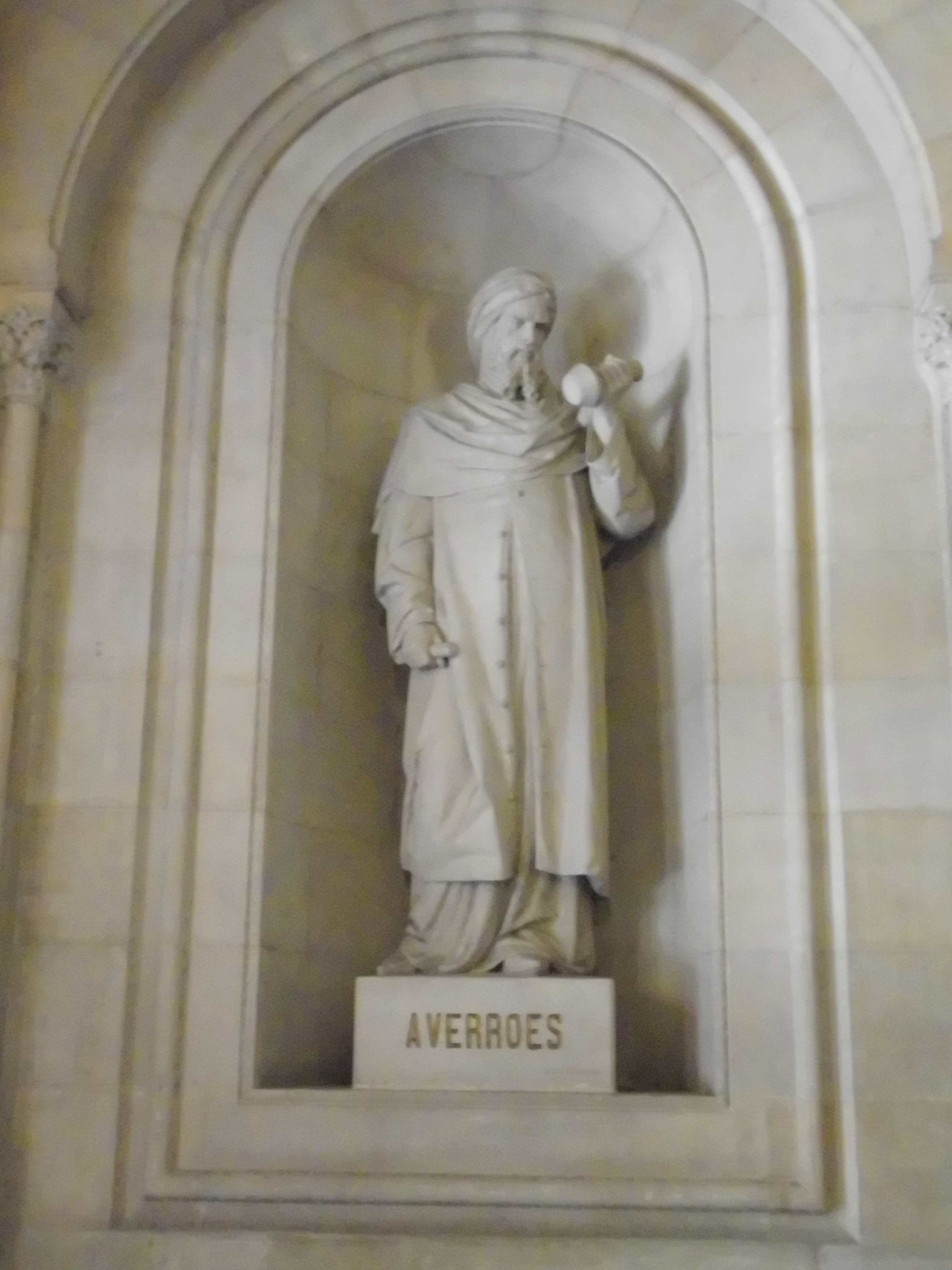
تمثال لـ ابن رشد في جامعة برشلونة، إسبانيا.

من ناحيةٍ أخرى كان العديد من اللاهوتيين المسيحيين يخشون فلسفته حتى اتهموه بالدعوة إلى «الحقيقة المزدوجة» ورفضه المذاهب التقليدية التي تؤمن بالخلود الفردي، وبدأت تنشأ أقاويل وأساطير تصل به للكفر والإلحاد نهاية المطاف، واستندت هذه الاتهامات إلى حدٍّ كبيرٍ على التأويل الخاطئ لأعماله.
على العموم لم يكن ابن رشدٍ فيلسوفاً أصيلاً بقدر ماكان شارحاً ومعلقاً على أعمال أرسطو، إذ ليست له أفكارٌ فلسفيةٌ خاصّةٌ مقارنةً بأعلام الفلسفة الإسلامية الكبار كابن سينا والرازي والفارابي. إن تراثه الرئيس يتمحور حول ترجمة أرسطو إلى العربية وشرحه والتعليق عليه ترجمةً دقيقةً -مقارنةً بما كان سبق من ترجماتٍ- ساعدته عليها خلفيته المعرفية والفلسفية واللغوية، وهذه الأعمال هي التي نُقلت إلى العبرية واللاتينية وأرهصت لفلاسفةٍ كابن ميمون وسيجر دو برابانت (بالإنجليزية: Siger of Brabant) والإكويني، ولمدارسَ كالفلسفة المدرسية (السكولاتية)، ومن هنا اهتمام الغربيين المحدثين به وإعلاء شأنه -وبخاصةٍ المستشرقين- بوصفه ممثلاً أميناً للحضارة الإسلامية في لبوسها الاستشراقي، بمعنى تصويرها كأنْ لم تك -في أفضل أحوالها- أكثر من ناقلٍ للتراث اليوناني إلى الغرب وليس ثمة من إبداعٍ أصيلٍ يُنسب لها، والدليل الباهر ابن رشد. وجاءت محنته لترفع من قيمته أكثر بنظر هؤلاء ليعتبروه تجسيداً لفكرٍ متحررٍ في وجه المتشددين، مع أنه كان فقيهاً أصولياً مالكياً لاتزال كتاباته الفقهية مراجعَ لها قيمتها الرفيعة على مر القرون حتى يومنا، ومع أن محنته لم تك أكثر من مكيدةٍ على يد الحساد والوشاة الذين لا يخلو منهم زمان أو بلاط.
يقول محمد لطفي جمعة (1886-1953): «لأنَّ... ابن رشدٍ لم يكن في الحقيقة فيلسوفاً إنما كان مترجماً وناقلاً، نقل فلسفة أرسطو إلى اللغة العربية واعتبرها خاتمة الحكمة، ورأى أنه من المحتم عليه وهو حكيمٌ إسلامي أن يوفق بين هذه الآراء اليونانية وبين الشريعة الإسلامية»، إلى أن يقول: «لا يمكننا أن نعد ابن رشدٍ فيلسوفاً ولكنه كان مصلحاً»

### في الموروثات اليهودية
كان موسى بن ميمون (توفي عام 1204) من أوائل الفقهاء اليهود الذين استقبلوا أعمال ابن رشد بحماس زائد، فقد قال أنه «على اطلاع دائم بكتابات ابن رشد عن أعمال أرسطو، وأنه (ابن رشد) على صواب مطلق». وكذلك اعتمد كتاب اليهود في القرن الثالث عشر على كتابات ابن رشد في أعمالهم بغزارة، ومن بينهم صاموئيل بن تيبون في كتابه «رأي الفلاسفة»، ويهوذا بن سليمان كوهين في «البحث عن الحكمة»، وشيم توف بن فالقويرا.  وفي عام 1232، شرع يوسف بن أبا ماري في ترجمة تعليقات ابن رشد عن أورغانون (وهي مجموعة كتابات أرسطو في المنطق)، وكانت تلك أول ترجمة يهودية لأحد أعماله الكاملة. وفي عام 1260، انتهى موسى بن تيبون من نشر تراجم جميع تعليقات ابن رشد تقريبًا، وكذلك بعض أعماله في مجال الطب. ووصلت شهرة المذهب الرشدي في الأوساط اليهودية إلى أوجها في القرن الرابع عشر. ومن بين الكتاب اليهود الذين شرعوا في ترجمة كتابات ابن رشد أو تأثروا بها: كلونيموس بن كلونيموس وتوضروس توضروسي من آرل، فرنسا، وجرسونيدس من لانغيدوك.

### ذم الكنيسة له
لكن ابن رشد لم يسلم من ألسنة رجال الكنيسة؛ فقد ذَمُّوه بكل شفة ولسان، وطعنوا عليه أقبح طعن؛ فقد قال عنه بترارك: «إنه ذلك الكَلْبُ الكَلِبُ الذي هاجه غيظ ممقوت؛ فأخذ ينبَحُ على سيده ومولاه المسيح والديانة الكاثوليكية». وأما دانتي فقد جعله في هدوء ووقار يتبوَّأ مقعده في الجحيم جزاء له على كفره واعتزاله.

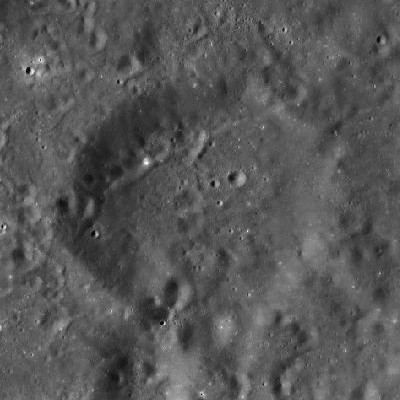
فوهة ابن رشد القمرية، سُميت تيمُنًا به.

## التأثيرات الثقافية
- تمت تسمية كويكب باسم «بن رشد 8318» تيمناً باسم الفيلسوف العربي.
- وكانعكاس للاحترام الذي كان يكنه العلماء الأوروبيون لإبن رشد في العصور الوسطى فقد ورد اسمه في الكوميديا الإلهية لدانتي في قسم الجحيم (الأنشودة الرابعة: 142) مع الفلاسفة العظماء الذين ماتوا قبل المسيحية أو الذين لم يعمدوا بحسب وصف دانتي.
- واستلهاماً لهذا البيت من الأنشودة فقد جسدها المصور الإيطالي رافاييل في لوحته «مدرسة أثينا» ومصوراً بها ابن رشد وهو يرتدي العمامة العربية وينظر منتبهاً من خلف العالم الرياضي اليوناني فيثاغورث.
- كما ظهر ابن رشد في القصة القصيرة التي كتبها خورخي لويس بورخيس بعنوان «بحث ابن رشد»، والذي يبدو فيها ابن رشد يحاول العثور على معاني كلمات «التراجيديا» و«الكوميديا».
- وأشير إليه بإيجاز في رواية يوليسيس للكاتب والشاعر الأيرلندي جيمس جويس إلى جانب موسى بن ميمون. كما يظهره الشاعر الباكستاني ألامجير هاشمي (بالإنجليزية : Alamgir Hashmi) منتظراً خارج أسوار قرطبة في قصيدته «في قرطبة».
- وهو أيضاً الشخصية الرئيسية في فيلم المصير للمخرج المصري يوسف شاهين الذي أنتج عام 1997م.
- كما تم تسمية كلية تربية الأولى في جامعة بغداد بأسم كلية تربية ابن رشد
- «ابن رشد» هو أيضاً عنوان لمسرحية للكاتب التونسي محمد الغزي، والتي نالت الجائزة الأولى في مهرجان الشارقة للمسرح عام 1999م.
- قام مغني البوب المسلم كريم سلامة بتلحين وغناء أغنية عام 2007 بعنوان «أرسطو وابن رشد».

## وصلات خارجية
- ابن رشد على موقع الموسوعة البريطانية (الإنجليزية)
- ابن رشد على موقع إن إن دي بي (الإنجليزية)